# Limnoporus notabilis
Limnoporus notabilis är en insektsart som först beskrevs av Drake och Hottes 1925.  Limnoporus notabilis ingår i släktet Limnoporus och familjen skräddare. Inga underarter finns listade i Catalogue of Life.